# Тейшейра, Жуарес
Жуарес Тейшейра (порт.-браз. Juarez Teixeira; 20 сентября 1928, Блуменау) — бразильский футболист, полузащитник и нападающий.

## Карьера
Жуарес родился в Блуменау, но в пять лет он, с семьёй, переехал в Итажаи. Там же начал играть в футбол в любительской команде «Тесита». В 18 лет Жуарес попал в армию. Там его увидел лейтенант, связанный с клубом «Палмейрас» из Блуменау, искавший в солдатах возможных футболистов. Так Тейшейра попал в эту команду в 1948 году. Затем выступал за клуб «Гремио Олимпико», с которым выиграл чемпионат штата Санта-Катарина, клуб «Жабакуара» и «Ферровиарио», выиграв с клубом чемпионат штата Парана.
В 1954 году Жуарес стал игроком клуба «Реннер» и в тот же год выиграл с командой титул чемпиона штата Риу-Гранди-ду-Сул. Затем выступал за «Кашиас», а потом в 1955 году стал игроком «Гремио». 31 марта он дебютировал в составе команды в товарищеской игре со сборной уругвайского города Пайсанду (7:0), где забил три гола. В 1956 году нападающий выиграл с командой титул чемпиона штата, а затем повторял это достижение в 1957, 1958, 1959, 1960 и 1962 годах. 16 декабря 1962 года Жуарес провёл последний матч за «Гремио», в котором его клуб обыграл «Интернасьонал» со счётом 2:0. Также он стал известен, когда встал в ворота команды после удаления вратаря Рубена Герминаро 22 июня 1958 года с «Жувентуде» (6:2). Всего за клуб он провёл 306 матчей и забил 204 гола. В 1961 году он играл за аргентинский клуб «Ньюэллс Олд Бойз». Последней командой в карьере нападающего стал клуб «Гремио» из Баже.
После завершения карьеры Жуарес поступил в колледж на профессию бухгалтера. Он работал в банке Caixa Econômica Federal. В 1983 году Жуарес стал членом Совещательного совета и правления «Гремио». 

## Международная статистика
| Матчи Жуареса Тейшейры за сборную Бразилии | Матчи Жуареса Тейшейры за сборную Бразилии | Матчи Жуареса Тейшейры за сборную Бразилии | Матчи Жуареса Тейшейры за сборную Бразилии | Матчи Жуареса Тейшейры за сборную Бразилии | Матчи Жуареса Тейшейры за сборную Бразилии | Матчи Жуареса Тейшейры за сборную Бразилии |
| ------------------------------------------ | ------------------------------------------ | ------------------------------------------ | ------------------------------------------ | ------------------------------------------ | ------------------------------------------ | ------------------------------------------ |
| №                                          | Дата                                       | Место проведения                           | Оппонент                                   | Счёт                                       | Голы                                       | Турнир                                     |
| 1                                          | 1 марта 1956                               | Мехико                                     | Чили                                       | 2:1                                        | —                                          | Панамериканский чемпионат                  |
| 2                                          | 6 марта 1956                               | Мехико                                     | Перу                                       | 1:0                                        | —                                          | Панамериканский чемпионат                  |
| 3                                          | 8 марта 1956                               | Мехико                                     | Мексика                                    | 2:1                                        | —                                          | Панамериканский чемпионат                  |
| 4                                          | 6 марта 1960                               | Сан-Хосе                                   | Мексика                                    | 2:2                                        | —                                          | Панамериканский чемпионат                  |
| 5                                          | 13 марта 1960                              | Сан-Хосе                                   | Аргентина                                  | 1:2                                        | 1                                          | Панамериканский чемпионат                  |
| 6                                          | 15 марта 1960                              | Сан-Хосе                                   | Мексика                                    | 2:1                                        | —                                          | Панамериканский чемпионат                  |
| 7                                          | 17 марта 1960                              | Сан-Хосе                                   | Коста-Рика                                 | 4:0                                        | 2                                          | Панамериканский чемпионат                  |
| 8                                          | 20 марта 1960                              | Сан-Хосе                                   | Аргентина                                  | 1:0                                        | —                                          | Панамериканский чемпионат                  |

## Достижения

### Командные
- Чемпион штата Санта-Катарина: 1949
- Чемпион штата Парана: 1953
- Чемпион штата Риу-Гранди-ду-Сул: 1954, 1956, 1957, 1958, 1959, 1960, 1962
- Победитель Панамериканского чемпионата: 1956
- Чемпион Южной Бразилии: 1962

### Личные
- Лучший бомбардир чемпионата штата Риу-Гранди-ду-Сул: 1956 (20 голов)

## Личная жизнь
Жуарес был женат на Паулине Кардосо, с которой встречался с 18 лет. Они прожили с ней в браке 60 лет. У них родилось двое детей — Селма, ставшая адвокатом, Мабел, ставшая учительницей, и шесть внуков.